# Bellamya ecclesi
Bellamya ecclesi é uma espécie de gastrópode  da família Viviparidae.
Pode ser encontrada nos seguintes países: Malawi e Moçambique.
Os seus habitats naturais são: lagos de água doce.